# 賈納克·庫馬里·查利斯
賈納克·庫馬里·查利斯，是尼泊尔拉利特布爾政治家，尼泊尔共产党（马列）中央委员会成员和全尼泊尔进步妇女协会成员。  
2008年制宪议会选举后，查利斯成为尼泊爾立法議會议员。